# 대한민국 국제사법
대한민국 국제사법은 대한민국의 국제사법이다.

## 제1조
제1조는 국제사법(구 섭외사법)의 적용대상을 설명한 조문이다.
제1조(목적) 이 법은 외국적 요소가 있는 법률관계에 관하여 국제재판관할에 관한 원칙과 준거법을 정함을 목적으로 한다.

### 해설

#### 외국적 요소가 있는 법률관계
법률관계의 구성요소 일부가 다른 국가와 관련이 있는 경우 즉 당사자 1인이 외국인, 목적물이 외국소재, 법률관계(또는 손해)가 외국에서 발생한 경우 등을 말한다

### 판례
- 한국법에 의하여 설립된 회사들 사이에 체결된 보증계약이라 하더라도 그 보증계약이 미합중국 뉴욕주에서 뉴욕주법에 따라 체결된 것이고, 보증대상인 주채무도 외국회사가 채권자와 사이에 뉴욕주법에 따라 체결한 계약으로 인하여 부담하는 채무라면 이는 섭외적 생활관계를 내용으로 하는 것인바, 보증계약의 내용으로 그 보증이 뉴욕주법에 따라 규율, 해석, 이해되며 채권자가 뉴욕주 통일상법전에 따라 보증인에 대한 권리 및 구제책을 보유하는 것으로 약정하고 있다면 그 준거법은 미합중국 뉴욕주법이 된다.[2]

## 제2조
제2조는 국제사법(구 섭외사법)의 국제재판관할을 설명한 조문이다.
제2조(국제재판관할) (1) 법원은 당사자 또는 분쟁이 된 사안이 대한민국과 실질적 관련이 있는 경우에 국제재판관할권을 가진다. 이 경우 법원은 실질적 관련의 유무를 판단함에 있어 국제재판관할 배분의 이념에 부합하는 합리적인 원칙에 따라야 한다.
(2) 법원은 국내법의 관할 규정을 참작하여 국제재판관할권의 유무를 판단하되, 제1항의 규정의 취지에 비추어 국제재판관할의 특수성을 충분히 고려하여야 한다.

### 해설

#### 실질적 관련성
당사자 또는 사안이 대한민국과 실질적 관련성이 있을 때 국제재판관할권을 인정하고, 이때 실질적 관련성은 법정지 국가의 법원에 제소될 것임을 합리적으로 예견할 수 있을 정도로 법정지 국가와의 관련성을 의미한다

#### 판례
- [1] 법정 관할법원 중 하나를 관할법원으로 하기로 약정한 경우의 재판관할권 및 그 후 채권양도 등의 사유로 외국적 요소가 있는 법률관계에 해당하게 된 경우에도 위 약정의 효력이 미치는지 여부(소극) [2] 일본국에 거주하던 채권자와 채무자가 돈을 대차하면서 작성한 차용증에 분쟁 발생시 채권자의 주소지 법원을 제1심 관할법원으로 한다는 문구가 부동문자로 인쇄되어 있던 사안에서, 위 문구는 예문이 아니고 전속적 관할합의에 해당한다고 한 사례 [3] 일본국에 거주하던 채권자와 채무자가 돈을 대차하면서 채권자 주소지 법원을 제1심 관할법원으로 하는 전속적 관할합의를 하였는데, 그 후 위 채권이 국내에 주소를 둔 내국인에게 양도되어 외국적 요소가 있는 법률관계가 된 경우, 위 관할합의의 효력이 이에 미치지 아니하여 대한민국 법원에 재판관할권이 있다고 한 사례[4]
- [1] 국제관습법에 의하면 국가의 주권적 행위는 다른 국가의 재판권으로부터 면제되는 것이 원칙이라 할 것이나, 국가의 사법적(私法的) 행위까지 다른 국가의 재판권으로부터 면제된다는 것이 오늘날의 국제법이나 국제관례라고 할 수 없다. [2] 우리 나라의 영토 내에서 행하여진 외국의 사법적 행위가 주권적 활동에 속하는 것이거나 이와 밀접한 관련이 있어서 이에 대한 재판권의 행사가 외국의 주권적 활동에 대한 부당한 간섭이 될 우려가 있다는 등의 특별한 사정이 없는 한, 외국의 사법적(私法的) 행위에 대하여는 당해 국가를 피고로 하여 우리 나라의 법원이 재판권을 행사할 수 있다.[5]
- 1. 미국 국적으로서 미주리 주에 법률상 주소(legal domicile)를 두고 있던 원고(남자)가 대한민국 국적의 피고(여자)와 대한민국에서 혼인을 하고서 피고가 미국 국적을 취득한 다음, 쌍방이 거주기한을 정하지 아니하고 대한민국에 거주하다가 원고가 피고를 상대로 대한민국 법원에 이혼청구와 친권자 및 양육자지정 청구를 한 사건은 대한민국과 실질적 관련이 있으므로 국제사법 제2조 제1항의 규정에 의하여 대한민국 법원이 재판관할권을 가진다. 한편 미주리 주의 법률 등에 의하면, 원·피고는 늦어도 원고가 미군 장교로서의 복무를 마치고 그 자유의지에 따라서 가족들과 함께 대한민국에 정착한 시점부터 선택에 의한 주소(domicile of choice)를 대한민국에 형성하였다고 볼 수 있고, 나아가 피고가 이 사건 소장 부본을 적법하게 송달받고 적극적으로 응소하였으므로, 원ㆍ피고의 본국법인 동시에 종전 주소지를 관할하는 미주리 주의 법에 비추어 대물 소송(in rem)에 해당하는 이혼청구와 대인 소송(in personam)에 해당하는 친권자 및 양육자지정 청구 등에 대하여 모두 대한민국 법원이 재판관할권을 행사하는 것은 같은 조 제2항에 규정된 ‘국제재판관할의 특수성’을 고려하더라도 정당하다. 2. 국제사법 제39조, 제37조 제1호에 의하면 이혼에 관하여는 부부의 동일한 본국법이 제1차적으로 적용되고, 미국은 지역에 따라 법을 달리하는 국가이므로 국제사법 제3조 제3항에 따라서 미국 국적을 보유한 원ㆍ피고 사이의 이혼청구사건 등에 대한 준거법을 결정함에 있어서는 종전 주소지를 관할하는 미주리 주의 법규정 등을 검토해야 할 것인데, 미주리 주의 법 등에 의하면 원ㆍ피고가 선택에 의한 주소(domicile of choice)를 대한민국에 형성한 상태에서 대한민국 법원에 제기된 사건의 경우 그 법정지의 법률이 준거법이 되어야 할 것이므로, 국제사법 제9조 제1항 등을 유추적용한 ‘숨은 반정’의 법리에 의하여 이 사건에 대해서는 법정지법인 우리 민법이 적용된다.[6]
- [1] 국제재판관할을 결정함에 있어서는 당사자 간의 공평, 재판의 적정, 신속 및 경제를 기한다는 기본이념에 따라야 할 것이고, 구체적으로는 소송당사자들의 공평, 편의 그리고 예측가능성과 같은 개인적인 이익뿐만 아니라 재판의 적정, 신속, 효율 및 판결의 실효성 등과 같은 법원 내지 국가의 이익도 함께 고려하여야 할 것이며, 이러한 다양한 이익 중 어떠한 이익을 보호할 필요가 있을지 여부는 개별 사건에서 법정지와 당사자와의 실질적 관련성 및 법정지와 분쟁이 된 사안과의 실질적 관련성을 객관적인 기준으로 삼아 합리적으로 판단하여야 할 것이다. [2] 대한민국 내에 주소를 두고 영업을 영위하는 자가 미국의 도메인 이름 등록기관에 등록·보유하고 있는 도메인 이름에 대한 미국의 국가중재위원회의 이전 판정에 불복하여 제기한 소송에 관하여 분쟁의 내용이 대한민국과 실질적 관련성이 있다는 이유로 대한민국 법원의 국제재판관할권을 인정한 사례[7]
- [1] 섭외사건에 관하여 국내의 재판관할을 인정할지의 여부는 국제재판관할에 관하여 조약이나 일반적으로 승인된 국제법상의 원칙이 아직 확립되어 있지 않고 이에 관한 우리 나라의 성문법규도 없는 이상 결국 당사자 간의 공평, 재판의 적정, 신속을 기한다는 기본이념에 따라 조리에 의하여 이를 결정함이 상당하다 할 것이고, 이 경우 우리 나라의 민사소송법의 토지관할에 관한 규정 또한 위 기본이념에 따라 제정된 것이므로 기본적으로 위 규정에 의한 재판적이 국내에 있을 때에는 섭외사건에 관한 소송에 관하여도 우리 나라에 재판관할권이 있다고 인정함이 상당하다.[2] 우리 민사소송법 제4조에 의하면 외국법인 등이 대한민국 내에 사무소, 영업소 또는 업무담당자의 주소를 가지고 있는 경우에는 그 사무소 등에 보통재판적이 인정된다고 할 것이므로, 증거수집의 용이성이나 소송수행의 부담 정도 등 구체적인 제반 사정을 고려하여 그 응소를 강제하는 것이 민사소송의 이념에 비추어 보아 심히 부당한 결과에 이르게 되는 특별한 사정이 없는 한, 원칙적으로 그 분쟁이 외국법인의 대한민국 지점의 영업에 관한 것이 아니라 하더라도 우리 법원의 관할권을 인정하는 것이 조리에 맞는다[8]
- 섭외사건에 관하여 국내의 재판관 할을 인정할지의 여부는 국제재판관 할에 관하여 조약이나 일반적으로 승인된 국제법상의 원칙이 아직 확립되어 있지 않고 이에 관한 우리 나라의 성문법규도 없는 이상 결국 당사자 간의 공평, 재판의 적정, 신속을 기한다는 기본 이념에 따라 조리에 의하여 이를 결정함이 상당하다 할 것이고, 이 경우 우리 나라 민사소송법의 토지관할에 관한 규정 또한 위 기본 이념에 따라 제정된 것이므로 위 규정에 의한 재판적이 국내에 있을 때에는 섭외사건에 관한 소송에 관하여도 우리 나라에 재판관 할권이 있다고 인정함이 상당하며, 다만 구체적인 제반 사정을 고려하여 위와 같은 국내재판적에 관한 규정을 유추적용하여 국제재판관 할권을 인정함이 위 민사소송의 제 이념에 비추어 보아 심히 부당한 결과에 이르게 되는 특별한 사정이 있는 때에는 그렇지 아니하다고 봄이 상당하다고 할 것인바, 외국 법인을 상대로 제기한 선박 충돌로 인한 불법행위에 기한 손해배상 청구에 관하여 선박충돌지가 우리 나라의 영해이고, 외국 법인의 영업소 및 사무소가 대한민국에 소재하고 있는 이상, 대한민국의 법원은 국제재판관할권이 있다[9]
- 섭외사법상 파양은 양친의 본국법에 의할 것이나 그 법에 파양에 관한 규정이 없고 양부가 양자를 악의로 유기하고 소재불명인 상태라면 양자의 의사에 반하여 양친자관계를 강요하는 것은 양자제도의 본질과 선량한 사회풍속에 반하므로 국제사법 제10조에 의하여 우리나라에 재판관할권이 있다[10].
- 섭외사건의 국제 재판관할에 관하여 일반적으로 승인된 국제법상의 원칙은 아직 확립되어 있지 아니한바, 이에 관하여 일반원칙을 정하고 있는 국제사법(법률 제6465호) 제2조에 비추어 보건대, 섭외사건에 관한 외국 법원의 재판관할권 유무는 당사자 간의 공평, 재판의 적정, 신속을 기한다는 민사소송의 기본이념에 따라 조리에 의하여 결정함이 상당하고, 이 경우 우리나라 민사소송법의 토지관할에 관한 규정 또한 그 기본이념에 따라 제정된 것이므로, 그 규정에 의한 재판적이 외국에 있을 때에는 이에 따라 외국법원에서 심리하는 것이 조리에 반한다는 특별한 사정이 없는 한 그 외국법원에 재판관할권이 있다고 봄이 상당하다[11].

## 같이 보기
- 국제사법